# (13981) 1992 OT9
1992 أو تي 9 (ويعرف أيضًا باسم (13981) 1992 أو تي 9 وفق تسمية الكوكب الصغير) (بالإنجليزية: 1992 OT9)‏ هو كويكب ضمن حزام الكويكبات؛ وترتيبه 13981 من حيث الاكتشاف.
اكتُشف هذا الجُرم الفلكي بواسطة Álvaro López-García ‏ في 28 يوليو 1992.

## وصلات خارجية
- (13981) 1992 OT9 في قاعدة بيانات مختبر الدفع النفاث لأجرام النظام الشمسي الصغيرة

- الاكتشاف · مخطط المدار ·  العناصر المدارية · المعلمات المادية

- (13981) 1992 OT9 على موقع ويكي سكاي: DSS2, SDSS, GALEX, IRAS, Hydrogen α, X-Ray, Astrophoto, Sky Map, Articles and images